# Iván Ramis
Iván Ramis Barrios (Sa Pobla, Baleares, 25 de octubre de 1984) es un exfutbolista español que jugaba en la posición de defensa.

## Trayectoria

### Mallorca
Ramis fue producto de la cantera del R. C. D. Mallorca, habiendo hecho su debut con el primer equipo en la temporada 2003-04, contra el Albacete Balompié, el 15 de febrero de 2004 (partido empatado 0-0).

### Real Valladolid
En la temporada 2005-06 fue cedido al Real Valladolid, en donde disputó 30 partidos.

### Mallorca, segunda etapa
Luego de disputar la temporada 2005-06 con el Real Valladolid, regresa de su préstamo y permanece en el club hasta 2012 cuando sería transferido al Wigan Athletic F. C., habiendo disputado 189 encuentros en el Mallorca.

### Wigan Athletic
A pesar de que estaba todo arreglado con el equipo londinense West Ham finamente su destino fue el Wigan Athletic, que pagó por la ficha del jugador la suma de 6 M€.

### Regreso a España
El 29 de enero de 2015, el Levante U. D. hizo oficial la contratación de Ramis por un año y medio, luego de que varios equipos españoles lo pretendieran.
No obstante, tras solo medio año, en junio de 2015 firmó con la S. D. Eibar tras rescindir su contrato con el equipo levantino.
En 2018, en un partido ante el C. D. Leganés en Butarque, le dio la victoria a la S. D. Eibar en el minuto 90+4 con un gol de cabeza tras un tiro de esquina.
Tras una temporada 2019-20 marcada por las lesiones, el 20 de julio de 2020, el conjunto armero anunció su marcha del club tras cinco temporadas y, horas después, el propio jugador anunció su retirada.

## Clubes
| Club                  | País       | Año       | PJ (G)  |
| --------------------- | ---------- | --------- | ------- |
| R. C. D. Mallorca "B" | España     | 2001-2004 | 49 (3)  |
| R. C. D. Mallorca     | España     | 2004-2005 | 34 (1)  |
| Real Valladolid C. F. | España     | 2005-2006 | 30 (0)  |
| R. C. D. Mallorca     | España     | 2006-2012 | 155 (8) |
| Wigan Athletic F. C.  | Inglaterra | 2012-2015 | 57 (5)  |
| Levante U. D.         | España     | 2015      | 13 (0)  |
| S. D. Eibar           | España     | 2015-2020 | 92 (7)  |

## Palmarés

### Campeonatos nacionales
| Título | Club                 | País       | Año     |
| ------ | -------------------- | ---------- | ------- |
| FA Cup | Wigan Athletic F. C. | Inglaterra | 2012-13 |